# Fußball-Weltmeisterschaft 2006/Gruppe H
Resultate der Gruppe H der Fußball-Weltmeisterschaft 2006:
| Pl. | Land          | Sp. | S | U | N | Tore    | Diff. | Punkte |
| --- | ------------- | --- | - | - | - | ------- | ----- | ------ |
| 1.  | Spanien       | 3   | 3 | 0 | 0 | 008:100 | +7    | 09     |
| 2.  | Ukraine       | 3   | 2 | 0 | 1 | 005:400 | +1    | 06     |
| 3.  | Tunesien      | 3   | 0 | 1 | 2 | 003:600 | −3    | 01     |
| 4.  | Saudi-Arabien | 3   | 0 | 1 | 2 | 002:700 | −5    | 01     |

## Spanien – Ukraine 4:0 (2:0)
| Spanien                                                          | Spanien | Ukraine | Ukraine | Aufstellung                       |
| ---------------------------------------------------------------- | --- | --- | ------- | --------------------------------- |
| Spanien                                                          | \| Mittwoch, 14. Juni 2006 um 15:00 Uhr in Leipzig (Zentralstadion) \| \| Zuschauer: 43.000 (ausverkauft) \| \| Schiedsrichter: Massimo Busacca ( Schweiz) \| \| Spielbericht \|                                                     | \| Mittwoch, 14. Juni 2006 um 15:00 Uhr in Leipzig (Zentralstadion) \| \| Zuschauer: 43.000 (ausverkauft) \| \| Schiedsrichter: Massimo Busacca ( Schweiz) \| \| Spielbericht \| | Ukraine | Aufstellung Spanien gegen Ukraine |
| Spanien                                                          | Iker Casillas – Sergio Ramos, Pablo Ibáñez, Carles Puyol, Mariano Pernía – Marcos Senna, Xabi Alonso (55. David Albelda), Xavi – David Villa (55. Raúl), Luis García (77. Cesc Fàbregas), Fernando Torres Cheftrainer: Luis Aragonés | Oleksandr Schowkowskyj – Andrij Nesmatschnyj, Wolodymyr Jeserskyj, Andrij Russol, Wladyslaw Waschtschuk – Anatolij Tymoschtschuk, Oleh Hussjew (46. Oleh Schelajew), Andrij Hussin (46. Andrij Worobej), Ruslan Rotan (64. Serhij Rebrow) – Andrij Schewtschenko , Andrij Woronin Cheftrainer: Oleh Blochin | Ukraine | Aufstellung Spanien gegen Ukraine |
| Spanien                                                          | 1:0 Alonso (13.) 2:0 Villa (17.) 3:0 Villa (48., Foulelfmeter) 4:0 Torres (81.) | | Ukraine | Aufstellung Spanien gegen Ukraine |
| Spanien                                                          | Russol (17.), Jeserskyj (53.) | | Ukraine | Aufstellung Spanien gegen Ukraine |
| Spanien                                                          | Waschtschuk (47., Notbremse) | | Ukraine | Aufstellung Spanien gegen Ukraine |
| Spanien                                                          | - David Villa verwandelte den ersten Strafstoß der WM | - es war das erste WM-Spiel der Ukraine - Waschtschuks Platzverweis war die erste Rote Karte des Turniers | Ukraine | Aufstellung Spanien gegen Ukraine |
| Spanien                                                          | Spieler des Spiels: Xavi (Spanien) | | Ukraine | Aufstellung Spanien gegen Ukraine |
| Mittwoch, 14. Juni 2006 um 15:00 Uhr in Leipzig (Zentralstadion) | | |         |                                   |
| Zuschauer: 43.000 (ausverkauft)                                  | | |         |                                   |
| Schiedsrichter: Massimo Busacca ( Schweiz)                       | | |         |                                   |
| Spielbericht                                                     | | |         |                                   |

## Tunesien – Saudi-Arabien 2:2 (1:0)
| Tunesien                                                        | Tunesien | Saudi-Arabien | Saudi-Arabien | Aufstellung                              |
| --------------------------------------------------------------- | --- | --- | ------------- | ---------------------------------------- |
| Tunesien                                                        | \| Mittwoch, 14. Juni 2006 um 18:00 Uhr in München (Allianz Arena) \| \| Zuschauer: 66.000 (ausverkauft) \| \| Schiedsrichter: Mark Shield ( Australien) \| \| Spielbericht \|                                                                                              | \| Mittwoch, 14. Juni 2006 um 18:00 Uhr in München (Allianz Arena) \| \| Zuschauer: 66.000 (ausverkauft) \| \| Schiedsrichter: Mark Shield ( Australien) \| \| Spielbericht \| | Saudi-Arabien | Aufstellung Tunesien gegen Saudi-Arabien |
| Tunesien                                                        | Ali Boumnijel – Hatem Trabelsi, Radhi Jaïdi, Karim Haggui, David Jemmali – Jawhar Mnari, Riadh Bouazizi (55. Mehdi Nafti), Adel Chedli (69. Kaies Ghodhbane), Hamed Namouchi – Ziad Jaziri, Yassine Chikhaoui (82. Karim Essediri) Cheftrainer: Roger Lemerre ( Frankreich) | Mabruk Zayid – Ahmad ad-Duchi, Rida Tukar, Hamad al-Muntaschari, Hussein Suleimani – Umar al-Ghamdi, Mohammad Nur (75. Mohammad Amin), Saud Kariri, Chalid Aziz, Nawaf at-Tamyat (67. Malik Muadh) – Yassir al-Qahtani (82. Sami al-Dschabir) Cheftrainer: Marcos Paquetá ( Brasilien) | Saudi-Arabien | Aufstellung Tunesien gegen Saudi-Arabien |
| Tunesien                                                        | 1:0 Jaziri (23.) 2:2 Jaïdi (90.+2') | 1:1 Al-Kahtani (57.) 1:2 Al-Jaber (84.) | Saudi-Arabien | Aufstellung Tunesien gegen Saudi-Arabien |
| Tunesien                                                        | Haggui (35.), Bouazizi (36.), Chedli (65.), Chikhaoui (79.) | | Saudi-Arabien | Aufstellung Tunesien gegen Saudi-Arabien |
| Tunesien                                                        | Spieler des Spiels: Ziad Jaziri (Tunesien) | | Saudi-Arabien | Aufstellung Tunesien gegen Saudi-Arabien |
| Mittwoch, 14. Juni 2006 um 18:00 Uhr in München (Allianz Arena) | | |               |                                          |
| Zuschauer: 66.000 (ausverkauft)                                 | | |               |                                          |
| Schiedsrichter: Mark Shield ( Australien)                       | | |               |                                          |
| Spielbericht                                                    | | |               |                                          |

## Saudi-Arabien – Ukraine 0:4 (0:2)
| Saudi-Arabien                                                    | Saudi-Arabien | Ukraine | Ukraine | Aufstellung                             |
| ---------------------------------------------------------------- | --- | --- | ------- | --------------------------------------- |
| Saudi-Arabien                                                    | \| Montag, 19. Juni 2006 um 18:00 Uhr in Hamburg (Volksparkstadion) \| \| Zuschauer: 50.000 (ausverkauft) \| \| Schiedsrichter: Graham Poll ( England) \| \| Spielbericht \| | \| Montag, 19. Juni 2006 um 18:00 Uhr in Hamburg (Volksparkstadion) \| \| Zuschauer: 50.000 (ausverkauft) \| \| Schiedsrichter: Graham Poll ( England) \| \| Spielbericht \| | Ukraine | Aufstellung Saudi-Arabien gegen Ukraine |
| Saudi-Arabien                                                    | Mabruk Zayid – Ahmad ad-Duchi (55. Abdulaziz al-Chathran), Rida Tukar, Hamad al-Muntaschari, Hussein Suleimani – Umar al-Ghamdi, Chalid Aziz, Saud Kariri – Mohammad Nur (77. Sami al-Dschabir), Mohammad Amin (55. Malik Muadh) – Yassir al-Qahtani Cheftrainer: Marcos Paquetá ( Brasilien) | Oleksandr Schowkowskyj – Wjatscheslaw Swiderskyj, Andrij Russol, Andrij Nesmatschnyj – Oleh Schelajew, Anatolij Tymoschtschuk – Oleh Hussjew, Serhij Rebrow (71. Ruslan Rotan), Maxym Kalynytschenko – Andrij Woronin (79. Andrij Hussin), Andrij Schewtschenko (86. Artem Milewskyj) Cheftrainer: Oleh Blochin | Ukraine | Aufstellung Saudi-Arabien gegen Ukraine |
| Saudi-Arabien                                                    | 0:1 Russol (4.) 0:2 Rebrow (36.) 0:3 Schewtschenko (46.) 0:4 Kalynytschenko (84.) | | Ukraine | Aufstellung Saudi-Arabien gegen Ukraine |
| Saudi-Arabien                                                    | Dokhi (41.), al-Ghamdi (57.), Kariri (73.) | Nesmatschnyj (22.), Kalynytschenko (77.), Swiderskyj (89.) | Ukraine | Aufstellung Saudi-Arabien gegen Ukraine |
| Saudi-Arabien                                                    | - erster Sieg der ukrainischen Nationalmannschaft bei einer Fußball-Weltmeisterschaft | | Ukraine | Aufstellung Saudi-Arabien gegen Ukraine |
| Saudi-Arabien                                                    | Spieler des Spiels: Maxym Kalynytschenko (Ukraine) | | Ukraine | Aufstellung Saudi-Arabien gegen Ukraine |
| Montag, 19. Juni 2006 um 18:00 Uhr in Hamburg (Volksparkstadion) | | |         |                                         |
| Zuschauer: 50.000 (ausverkauft)                                  | | |         |                                         |
| Schiedsrichter: Graham Poll ( England)                           | | |         |                                         |
| Spielbericht                                                     | | |         |                                         |

## Spanien – Tunesien 3:1 (0:1)
| Spanien                                                                    | Spanien | Tunesien | Tunesien | Aufstellung                        |
| -------------------------------------------------------------------------- | --- | --- | -------- | ---------------------------------- |
| Spanien                                                                    | \| Montag, 19. Juni 2006 um 21:00 Uhr in Stuttgart (Gottlieb-Daimler-Stadion) \| \| Zuschauer: 52.000 (ausverkauft) \| \| Schiedsrichter: Carlos Simon ( Brasilien) \| \| Spielbericht \|                                      | \| Montag, 19. Juni 2006 um 21:00 Uhr in Stuttgart (Gottlieb-Daimler-Stadion) \| \| Zuschauer: 52.000 (ausverkauft) \| \| Schiedsrichter: Carlos Simon ( Brasilien) \| \| Spielbericht \|                                                                               | Tunesien | Aufstellung Spanien gegen Tunesien |
| Spanien                                                                    | Iker Casillas – Sergio Ramos, Pablo Ibáñez, Carles Puyol, Mariano Pernía – Marcos Senna (46. Cesc Fàbregas), Xabi Alonso, Xavi – David Villa (56. Joaquín), Luis García (46. Raúl), Fernando Torres Cheftrainer: Luis Aragonés | Ali Boumnijel – Hatem Trabelsi, Radhi Jaïdi, Karim Haggui, Anis Ayari (57. Alaeddine Yahia) – Mehdi Nafti, Jawhar Mnari, Riadh Bouazizi (57. Kaies Ghodhbane), Adel Chedli (80. Haykel Gmamdia) – Hamed Namouchi – Ziad Jaziri Cheftrainer: Roger Lemerre ( Frankreich) | Tunesien | Aufstellung Spanien gegen Tunesien |
| Spanien                                                                    | 1:1 Raúl (71.) 2:1 Torres (76.) 3:1 Torres (90.+1', Foulelfmeter) | 0:1 Mnari (8.) | Tunesien | Aufstellung Spanien gegen Tunesien |
| Spanien                                                                    | Puyol (30.), Fàbregas (89.) | Ayari (32.), Trabelsi (40.), Jaïdi (70.), Gmamdia (81.), Jaziri (85.), Mnari (90.+3') | Tunesien | Aufstellung Spanien gegen Tunesien |
| Spanien                                                                    | Spieler des Spiels: Xabi Alonso (Spanien) | | Tunesien | Aufstellung Spanien gegen Tunesien |
| Montag, 19. Juni 2006 um 21:00 Uhr in Stuttgart (Gottlieb-Daimler-Stadion) | | |          |                                    |
| Zuschauer: 52.000 (ausverkauft)                                            | | |          |                                    |
| Schiedsrichter: Carlos Simon ( Brasilien)                                  | | |          |                                    |
| Spielbericht                                                               | | |          |                                    |

## Saudi-Arabien – Spanien 0:1 (0:1)
| Saudi-Arabien                                                                | Saudi-Arabien | Spanien | Spanien | Aufstellung                             |
| ---------------------------------------------------------------------------- | --- | --- | ------- | --------------------------------------- |
| Saudi-Arabien                                                                | \| Freitag, 23. Juni 2006 um 16:00 Uhr in Kaiserslautern (Fritz-Walter-Stadion) \| \| Zuschauer: 46.000 (ausverkauft) \| \| Schiedsrichter: Coffi Codjia ( Benin) \| \| Spielbericht \| | \| Freitag, 23. Juni 2006 um 16:00 Uhr in Kaiserslautern (Fritz-Walter-Stadion) \| \| Zuschauer: 46.000 (ausverkauft) \| \| Schiedsrichter: Coffi Codjia ( Benin) \| \| Spielbericht \|                                                        | Spanien | Aufstellung Saudi-Arabien gegen Spanien |
| Saudi-Arabien                                                                | Mabruk Zayid – Ahmad ad-Duchi, Rida Tukar, Hamad al-Muntaschari, Abdulaziz al-Chathran, Hussein Suleimani – Mohammad Nur, Saud Kariri, Chalid Aziz (13. Nawaf at-Tamyat) – Sami al-Dschabir (68. Malik Muadh), Saad al-Harthi (81. Mohammad Massad) Cheftrainer: Marcos Paquetá ( Brasilien) | Santiago Cañizares – Míchel Salgado, Juanito, Carlos Marchena, Antonio López – Joaquín, David Albelda, Cesc Fàbregas (66. Xavi), Andrés Iniesta – Raúl (46. David Villa), José Antonio Reyes (70. Fernando Torres), Cheftrainer: Luis Aragonés | Spanien | Aufstellung Saudi-Arabien gegen Spanien |
| Saudi-Arabien                                                                | 0:1 Juanito (36.) | | Spanien | Aufstellung Saudi-Arabien gegen Spanien |
| Saudi-Arabien                                                                | al-Dschabir (27.), at-Tamyat (77.) | Albelda (30.), Reyes (35.), Marchena (75.) | Spanien | Aufstellung Saudi-Arabien gegen Spanien |
| Saudi-Arabien                                                                | Spieler des Spiels: Juanito (Spanien) | | Spanien | Aufstellung Saudi-Arabien gegen Spanien |
| Freitag, 23. Juni 2006 um 16:00 Uhr in Kaiserslautern (Fritz-Walter-Stadion) | | |         |                                         |
| Zuschauer: 46.000 (ausverkauft)                                              | | |         |                                         |
| Schiedsrichter: Coffi Codjia ( Benin)                                        | | |         |                                         |
| Spielbericht                                                                 | | |         |                                         |

## Ukraine – Tunesien 1:0 (0:0)

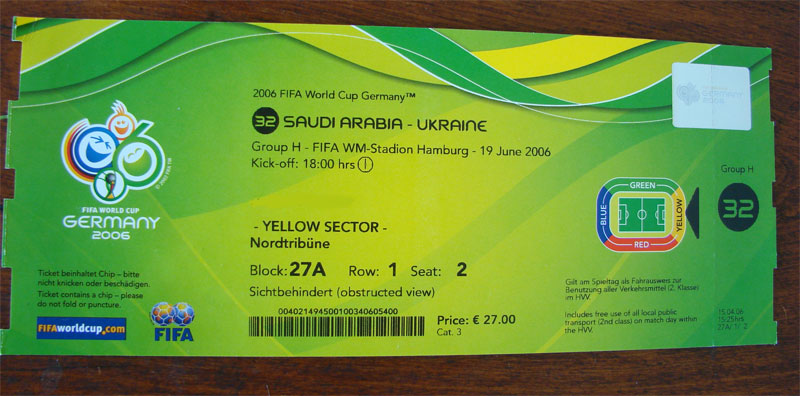
WM-Ticket

| Ukraine                                                        | Ukraine | Tunesien | Tunesien | Aufstellung                        |
| -------------------------------------------------------------- | --- | --- | -------- | ---------------------------------- |
| Ukraine                                                        | \| Freitag, 23. Juni 2006 um 16:00 Uhr in Berlin (Olympiastadion) \| \| Zuschauer: 72.000 (ausverkauft) \| \| Schiedsrichter: Carlos Amarilla, ( Paraguay) \| \| Spielbericht \| | \| Freitag, 23. Juni 2006 um 16:00 Uhr in Berlin (Olympiastadion) \| \| Zuschauer: 72.000 (ausverkauft) \| \| Schiedsrichter: Carlos Amarilla, ( Paraguay) \| \| Spielbericht \| | Tunesien | Aufstellung Ukraine gegen Tunesien |
| Ukraine                                                        | Oleksandr Schowkowskyj – Andrij Nesmatschnyj, Andrij Russol, Wjatscheslaw Swiderskyj – Anatolij Tymoschtschuk, Oleh Schelajew, Oleh Hussjew, Maxym Kalynytschenko (75. Hussin) – Andrij Schewtschenko (88. Artem Milewskyj), Andrij Woronin, Serhij Rebrow (55. Andrij Worobej) Cheftrainer: Oleh Blochin | Ali Boumnijel – Karim Haggui, Hatem Trabelsi, Radhi Jaïdi, Anis Ayari – Mehdi Nafti (90.+1' Kaies Ghodhbane), Jawhar Mnari, Riadh Bouazizi (79. Chaouki Ben Saada), Adel Chedli (79. Francileudo Silva dos Santos), Hamed Namouchi – Ziad Jaziri Cheftrainer: Roger Lemerre ( Frankreich) | Tunesien | Aufstellung Ukraine gegen Tunesien |
| Ukraine                                                        | 1:0 Schewtschenko (70., Foulelfmeter) | | Tunesien | Aufstellung Ukraine gegen Tunesien |
| Ukraine                                                        | Swiderskyj (18.), Schelajew (47.), Tymoschtschuk (61.), Russol (65.) | Jaziri (9.), Bouazizi (43.), Jaïdi (90.) | Tunesien | Aufstellung Ukraine gegen Tunesien |
| Ukraine                                                        | Jaziri (45.+1', wiederholtes Foulspiel) | | Tunesien | Aufstellung Ukraine gegen Tunesien |
| Ukraine                                                        | Spieler des Spiels: Anatolij Tymoschtschuk (Ukraine) | | Tunesien | Aufstellung Ukraine gegen Tunesien |
| Freitag, 23. Juni 2006 um 16:00 Uhr in Berlin (Olympiastadion) | | |          |                                    |
| Zuschauer: 72.000 (ausverkauft)                                | | |          |                                    |
| Schiedsrichter: Carlos Amarilla, ( Paraguay)                   | | |          |                                    |
| Spielbericht                                                   | | |          |                                    |